# Caius Terentius Varro
Pour les articles homonymes, voir Varron et Terentius Varro.
Caius Terentius Varro, dit Varron, est un homme d'État de la République romaine au IIIe siècle av. J.-C.

## Biographie
Il est d'origine plébéienne, et Tite-Live lui fait une très mauvaise réputation, « d'une naissance non pas humble, mais ignoble », il serait dit-on fils d'un boucher. Malgré les accusations de démagogie et d'ennemi du Sénat exprimées par Tite-Live, il suit un cursus honorum normal, et est préteur en 217 av. J.-C.
Le Carthaginois Hannibal Barca a envahi le nord de l'Italie et a infligé plusieurs défaites aux Romains. Il ravage le sud de l'Italie sans que le dictateur Fabius n'accepte de l'affronter en bataille rangée, ce qui exaspère le parti populaire.
En 216 av. J.-C., Varron est élu consul grâce au soutien populaire, avec comme collègue le patricien Paul-Émile. Les deux consuls réunissent leurs forces respectives pour rencontrer Hannibal à la bataille de Cannes. Ce jour-là, Varron commande l'armée, et Plutarque souligne sa témérité et son inexpérience. La rencontre tourne au pire désastre que Rome a connu. Tandis que son collègue est tué au combat, Varron échappe à l’encerclement et se replie sur Venusia, puis il rejoint environ dix mille soldats rescapés qui se sont regroupés à Canusium. Varron envoie un courrier à Rome informer de la situation après la défaite et de la position d'Hannibal.
Aux yeux de la postérité, il fut chargé de la responsabilité du désastre pour avoir voulu engager la bataille contre l'avis de Paul Émile, son collègue, qui préférait la livrer en terrain accidenté plutôt qu'en plaine, trop favorable à la cavalerie numide. Toutefois, pour éviter toute division intestine dans la cité en péril, explique Tite-Live, le Sénat et les magistrats firent bon accueil à Varron à son retour à Rome.
Au début de 208, en tant que propréteur, il fut envoyé tenir garnison avec une légion à Arretium (l'actuelle Arezzo), en Étrurie,.